# 海潮のカツラ

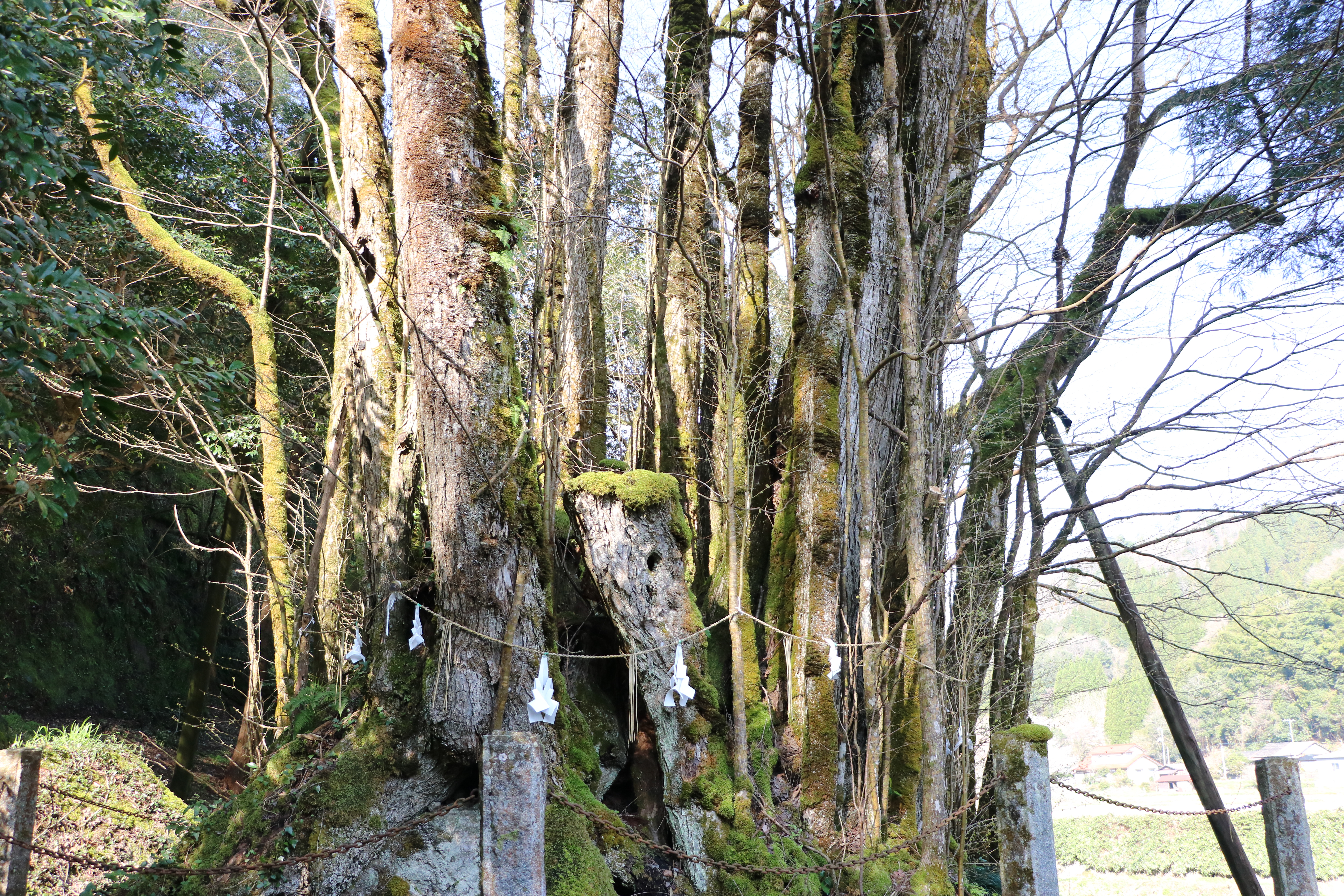
海潮のカツラ。2021年3月26日撮影。

海潮のカツラ（うしおのカツラ）は、島根県雲南市大東町中湯石にある国の天然記念物に指定されたカツラの巨木である。指定名称の海潮（うしお）は当地の旧村名である。
日本国内に7件ある国の天然記念物に指定されたカツラの1つで、地元では「かがみの宮」と呼ばれる日原神社の境内に生育している。正確な樹齢は不詳であるが、カツラの巨木として日本国内有数のものであり、1937年（昭和12年）4月17日に国の天然記念物に指定された。

## 解説

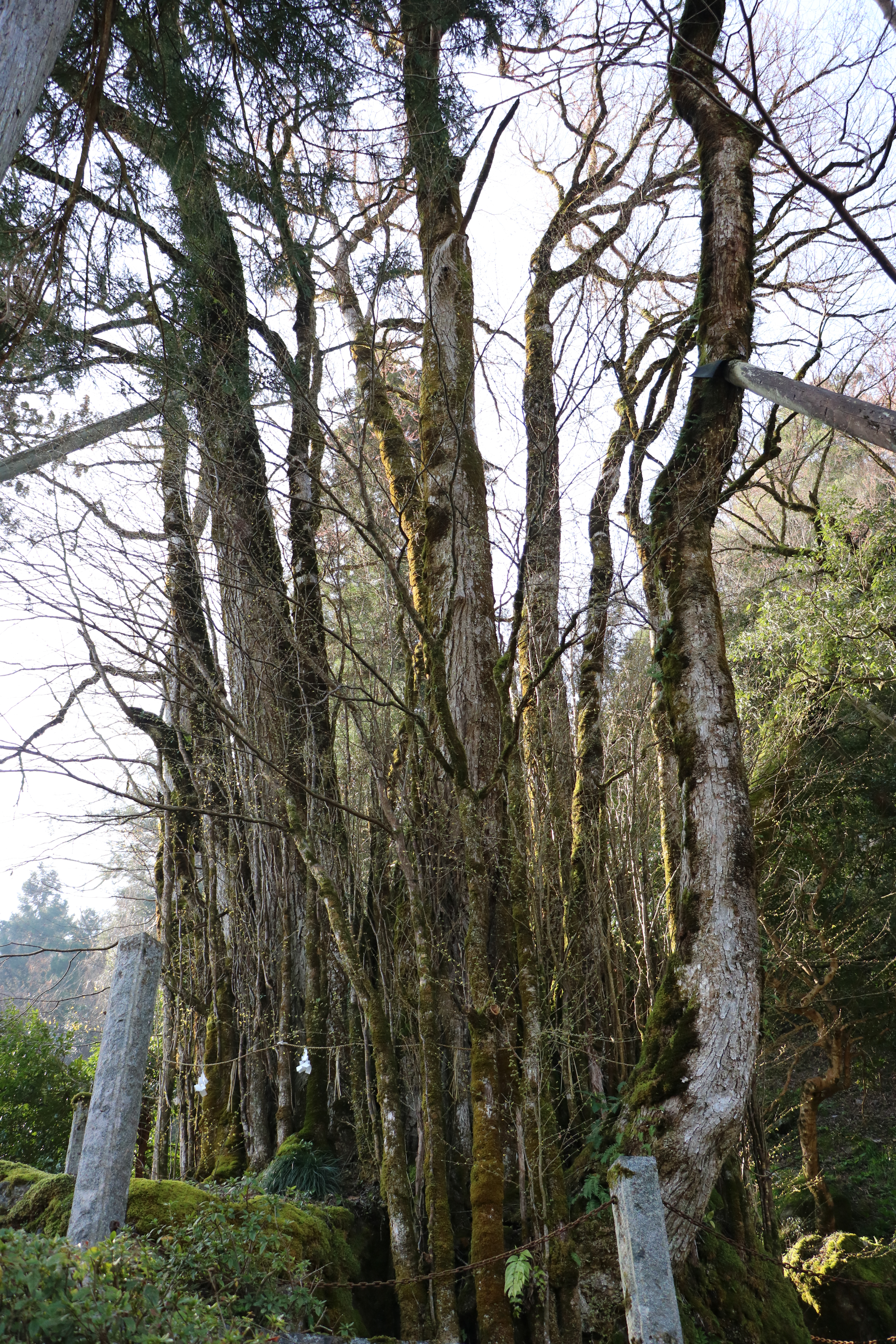
伸びた支幹。2021年3月26日撮影。

海潮のカツラは島根県東部に位置する雲南市（旧大原郡大東町）東部の海潮（うしお）地区にあり、天然記念物に指定されたカツラの巨木は、斐伊川の支流のひとつ赤川河畔の海潮温泉から約1キロメートルほど上流の左岸に鎮座する日原神社の参道石段に面した西側に生育しており、本樹の所有者および管理者は日原神社である。
日原神社は奈良時代に書かれた『出雲国風土記』の「日原社」に比定される論社で、社殿の周囲に「鏡の岩」と名付けられた石英が露出した岩があり、この岩が天候によって周囲の樹木等を鏡のように映し出すことから、日原神社は「かがみの宮」とも呼ばれている。
かつては松江市と旧大東町を結ぶ島根県道24号松江木次線の道路に面していたため、カツラの根元のすぐ側を多くの車両が行き交っていたが、今日では拡幅した県道が赤川の北岸をバイパスのような形で新設され迂回しており、カツラの木は交通量の少なくなった旧県道沿いに生育している。
カツラは雌雄異株であり、海潮のカツラは雄株であるといわれている。国の天然記念物に指定された他のカツラの巨木と同様、主幹はすでに朽ち果てており、その基部は大きな穴として残っている。その穴の周囲を7本または8本の支幹が大きく伸び、南側（山側）の直立した大きな支幹が主幹のようになっている。根元の周囲からは大小多数のひこばえが芽吹いており、このひこばえを入れた土際の周囲は20メートル近い巨大なものである。地上1メートルでの幹囲は約14メートル、樹高は約30メートル、枝張りは40メートルに達している。
カツラの巨木として有数のものであることから、1937年（昭和12年）4月17日に、当地の当時の村名である海潮村（うしおむら）を冠した海潮村ノかつらの名称で国の天然記念物に指定され、同村が1956年（昭和31年）4月に大東町へ編入された翌年の1957年（昭和32年）7月31日に、今日の指定名である海潮のカツラへ名称変更された。
日原神社の社務所にある高さ30センチほどの木彫りの仏像は、明治維新直前の神仏分離の混乱の最中、このカツラの折れた枝から彫られたものだという。同じ斐伊川流域の上流部仁多郡奥出雲町にある国指定天然記念物竹崎のカツラ同様、この地方ではたたら製鉄にまつわる御神木としてカツラは大切にされてきた歴史があり、海潮のカツラも日原神社と地域の人々によって大切に守られている。

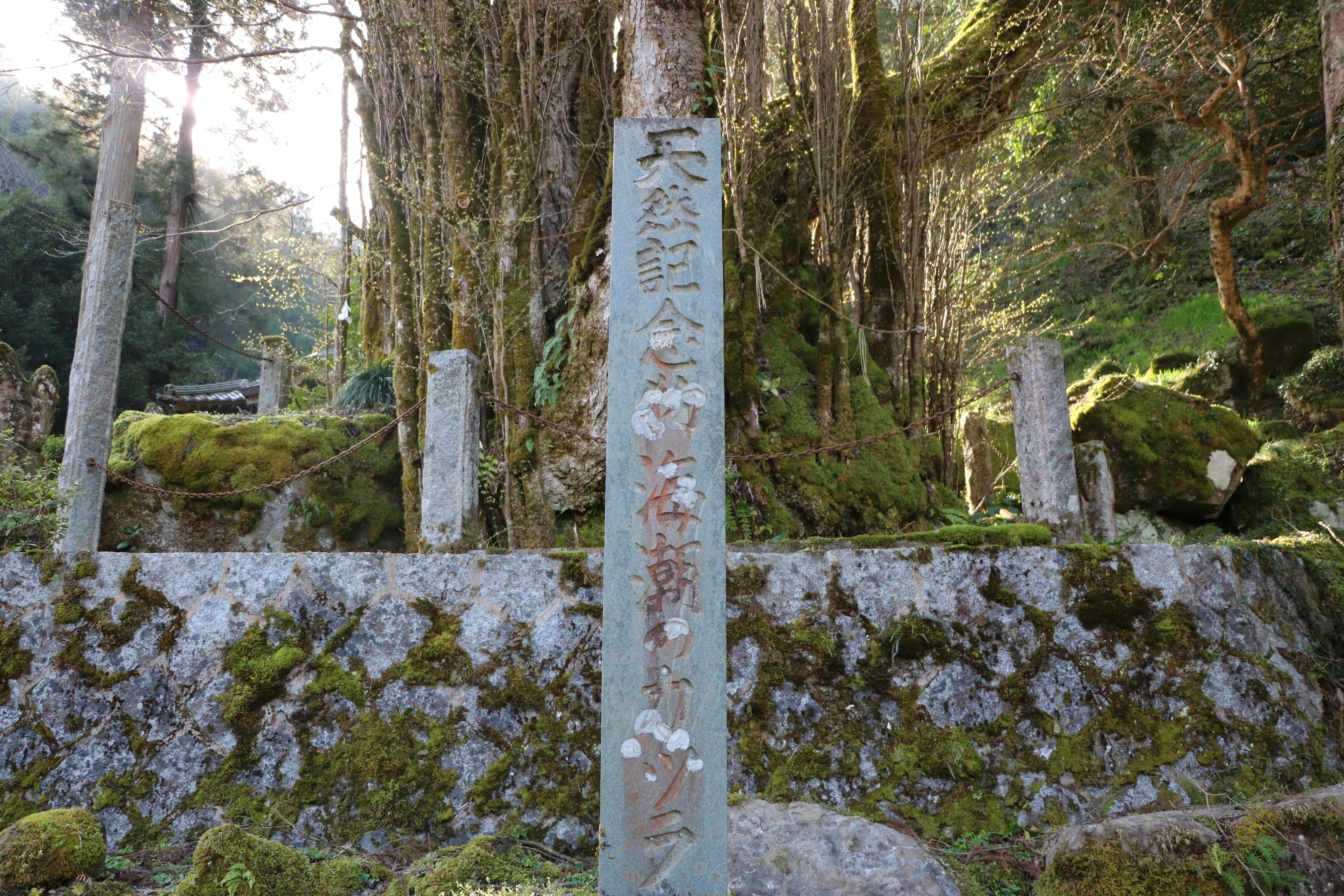
天然記念物指定石碑。
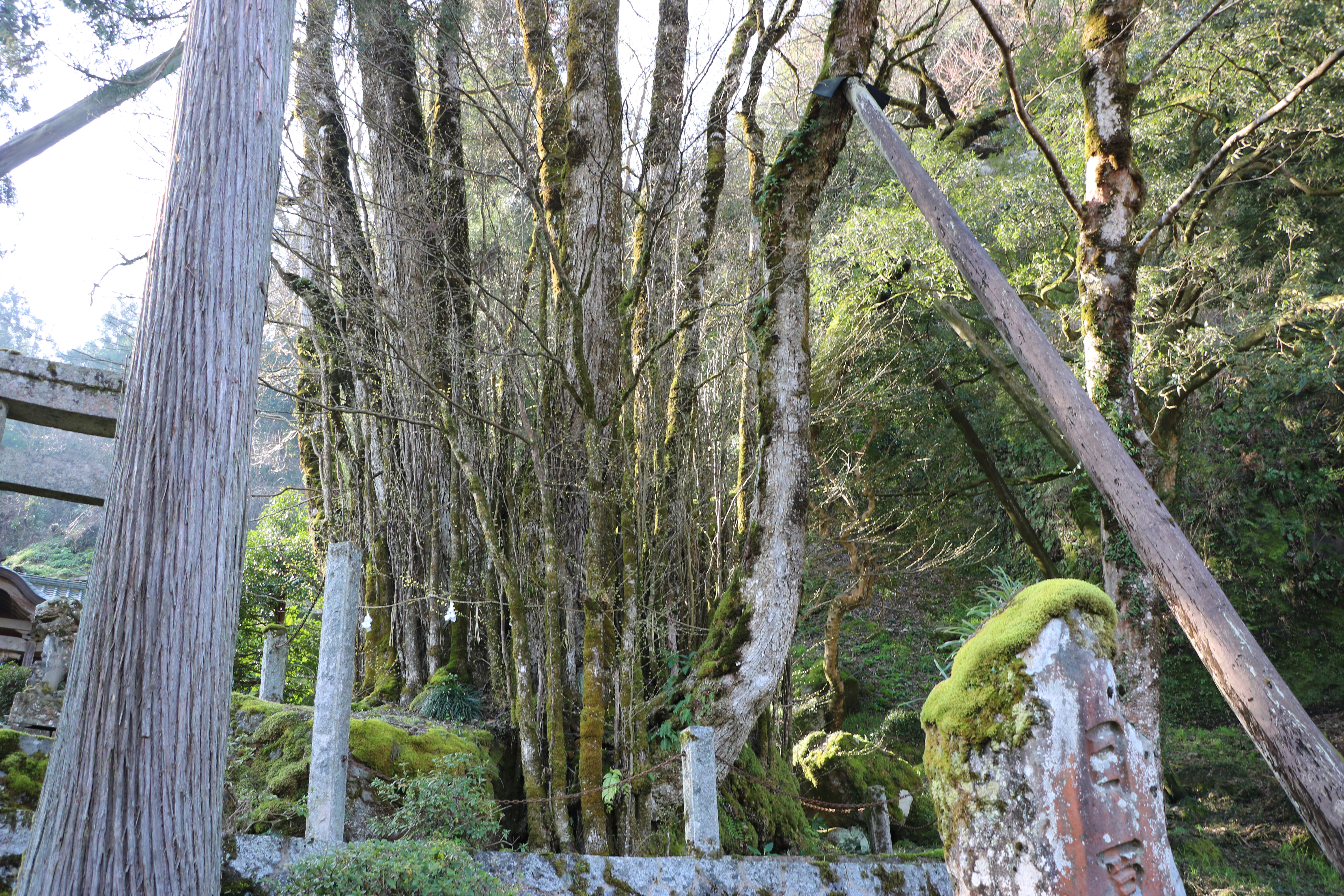
支柱で支えられている。
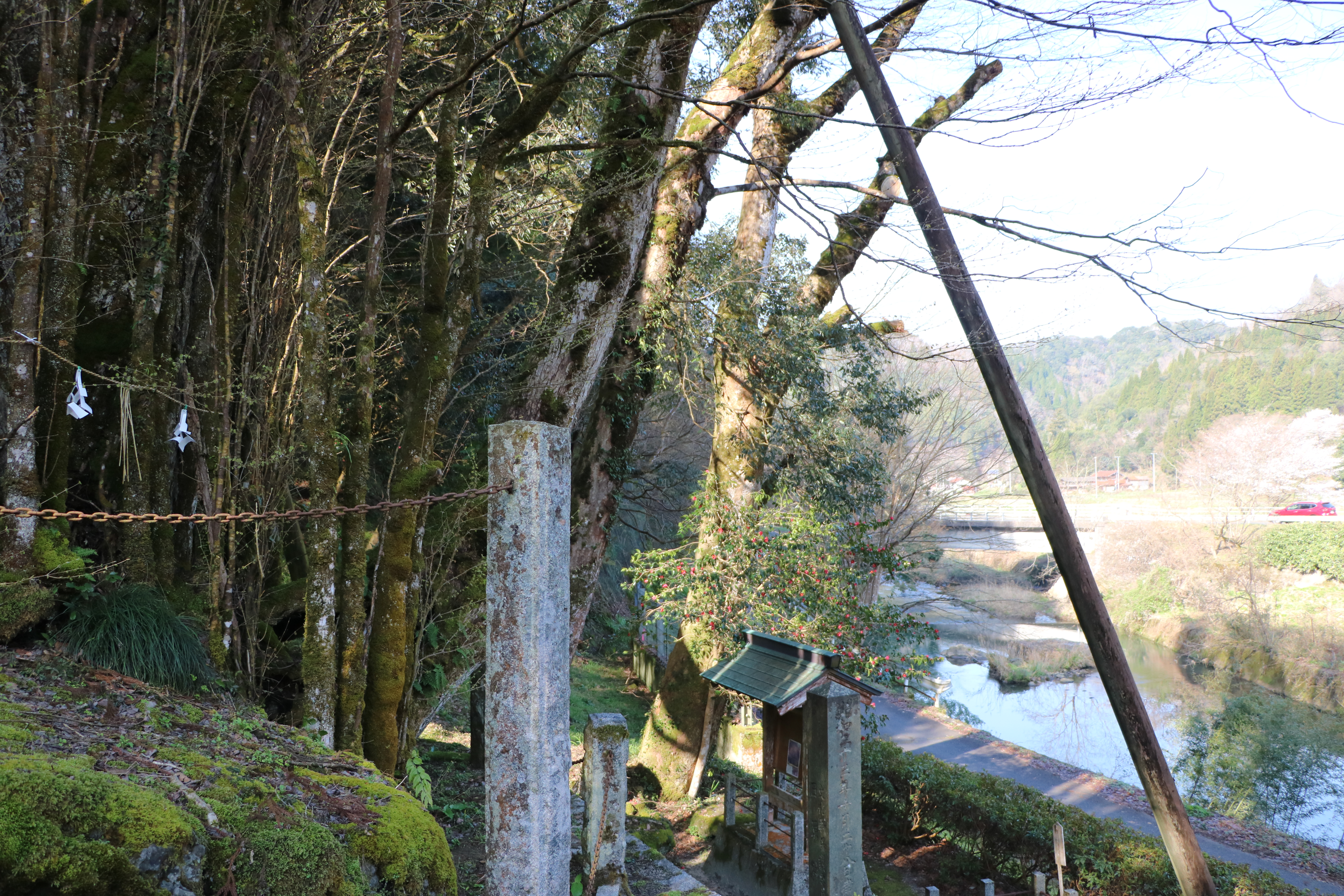
すぐ下に旧県道と赤川がある。

## 交通アクセス
所在地
- 島根県雲南市大東町中湯石1446[4]。

交通
- JR木次線出雲大東駅より雲南市民バス 海潮北回り線・南回り線バス乗車、日原橋バス停下車徒歩約5分。